# Lamb of God
Lamb of God is een Amerikaanse Heavy metalband uit Richmond die in 1994 werd opgericht door Chris Adler, Mark Morton en John Campbell als Burn The Priest. De band wordt bij de new wave of American heavy metal gerekend. Hun stijl valt te omschrijven als metalcore en groovemetal, het eerdere werk werd ook vaak als thrashmetal omschreven.

## Geschiedenis
De basis van Lamb of God werd in 1990 gelegd door Mark Morton, Chris Adler en John Campbell. Deze drie vrienden richtten toen hun eigen band op, genaamd Burn The Priest. Ze studeerden alle drie aan de Virginia Commonwealth University en repeteerden op de zolder van het huis van Adler, in Richmond, Virginia.
De bezetting van Burn The Priest zag er als volgt uit:
- Mark Morton: zang, gitaar
- John Campbell: bas
- Chris Adler: drums

Toen zij afgestudeerd waren, verhuisde Morton naar Chicago, waardoor hij niet langer aan de band kon deelnemen. Adler en Campbell vonden snel een nieuwe gitarist: Abe Spear. Omdat Spear naar eigen zeggen niet kon zingen, moest echter ook een nieuwe zanger worden aangetrokken. Die was snel gevonden in de persoon van Spears goede vriend Randy Blythe - en daarmee was Burn The Priest weer compleet.
Na een paar jaar, begin 1997, waren de vier mannen zeer bekend en populair in Richmond. Zij werden geïnspireerd door bands als Breadwinner en Slanglouse. Om een hoog niveau te bereiken, repeteerden de bandleden vijf keer per week.
Halverwege 1998 namen zij hun eerste album op, dat eveneens Burn The Priest heette. Morton hoorde hiervan en wilde wel terugkeren in de band. Omdat de band echter al de beschikking had over een zanger, werd hij de leadgitarist.
Spear verliet een paar weken later de band om zich met andere dingen bezig te houden.
Er was nog één plaats over voor een gitarist, en deze werd ingenomen door Adlers broer Willie. Willie Adler speelde al jaren gitaar.
Begin 1999 veranderden de vijf bandleden de naam van de groep in Lamb of God. Ook tekenden zij een contract met de platenmaatschappij Prosthetic Records.
In 2000 verscheen het zeer succesvolle debuutalbum New American Gospel. Door het succes van hun debuut was Lamb of God al snel in zowel Amerika als Europa bekend. De band concentreerde zich drie jaar lang op optredens, waarna in 2003 het tweede album, getiteld As The Palaces Burn, uitkwam. Ondanks het succes van de groep, deed dit album het niet zo goed.
Omdat het tweede album weinig succes had, verlangde de groep ernaar snel een nieuw album uit te brengen dat wel veel verkocht werd. Dat lukte ook, want reeds in 2004 kwam het derde album uit, getiteld Ashes of the Wake, dat bijna even succesvol was als het debuutalbum.
Na een tournee door Europa bracht Lamb of God twee jaar later, in 2006, het vierde album, Sacrament, uit.
Blythe is ook te horen als gastzanger in het nummer Skull and Bones op de cd Immortalis van de thrashband Overkill, in het nummer Vulture van de band A Life Once Lost en op het album The Way Of All Flesh van de Franse band Gojira.
In februari 2009 kwam Lamb of God wederom met een nieuw album uit, getiteld Wrath. Voor de productie van Wrath had de band gekozen voor nieuweling Josh Wilbur, en niet voor Machine, die naast Sacrament ook Ashes Of The Wake produceerde.

## Trivia
Het nummer Laid to Rest kan gespeeld worden in het muziekspel Guitar Hero II, dat werd uitgebracht voor de PlayStation 2 in 2006 en voor de Xbox 360 in 2007.

## Bandleden
- Randy Blythe - zang
- Willie Adler - gitaar
- Mark Morton - gitaar
- John Campbell - bas (Mede-oprichter van de band. Hoewel vele bassisten vier- of vijfsnarige basgitaren gebruiken, speelde Campbell ooit met een zelfgemaakte driesnarige Guild Pilot-basgitaar, zonder de hoogste G-snaar.)
- Art Cruz - drums ( ex prong, winds of plague)

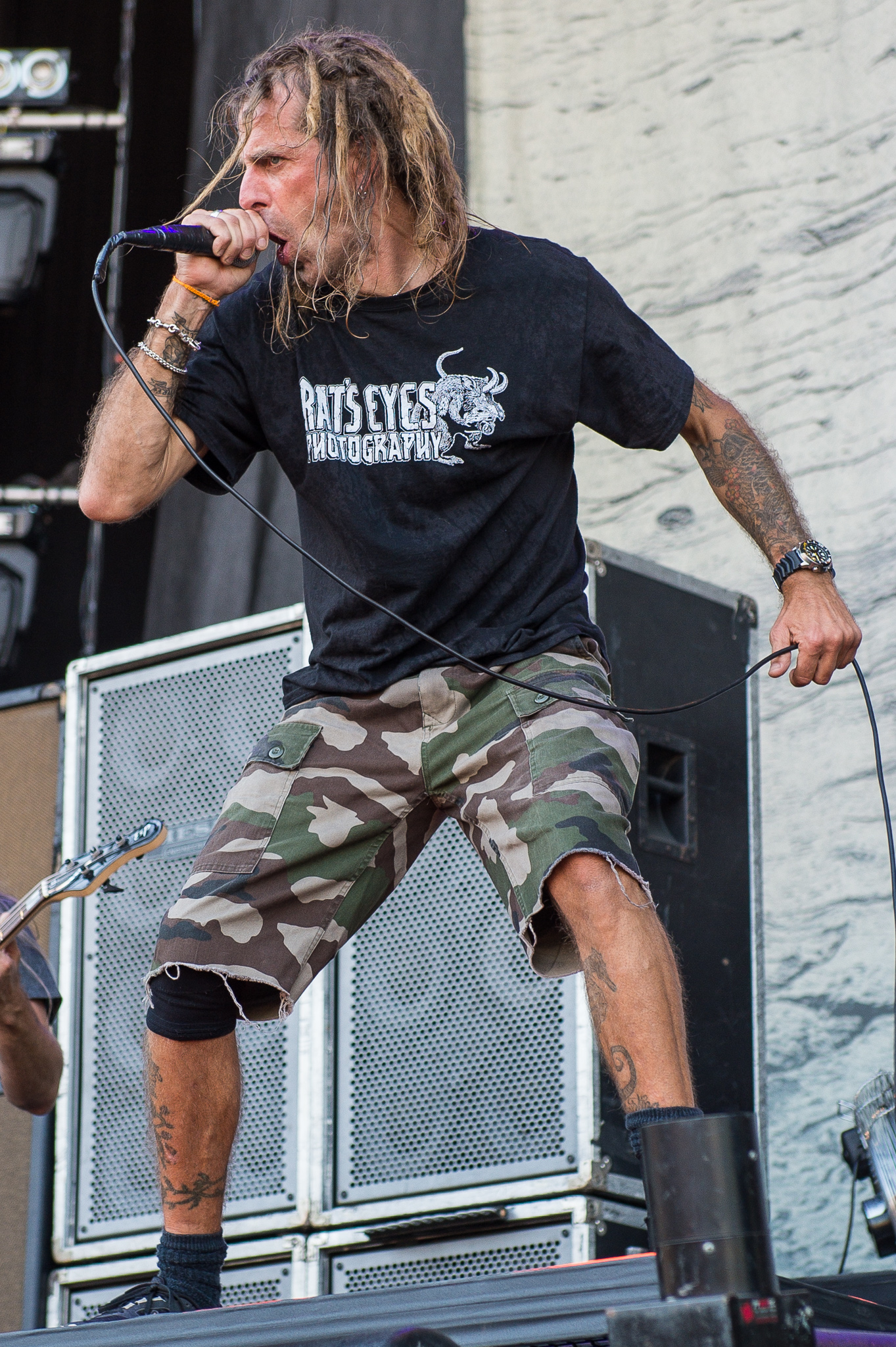
Randy Blythe
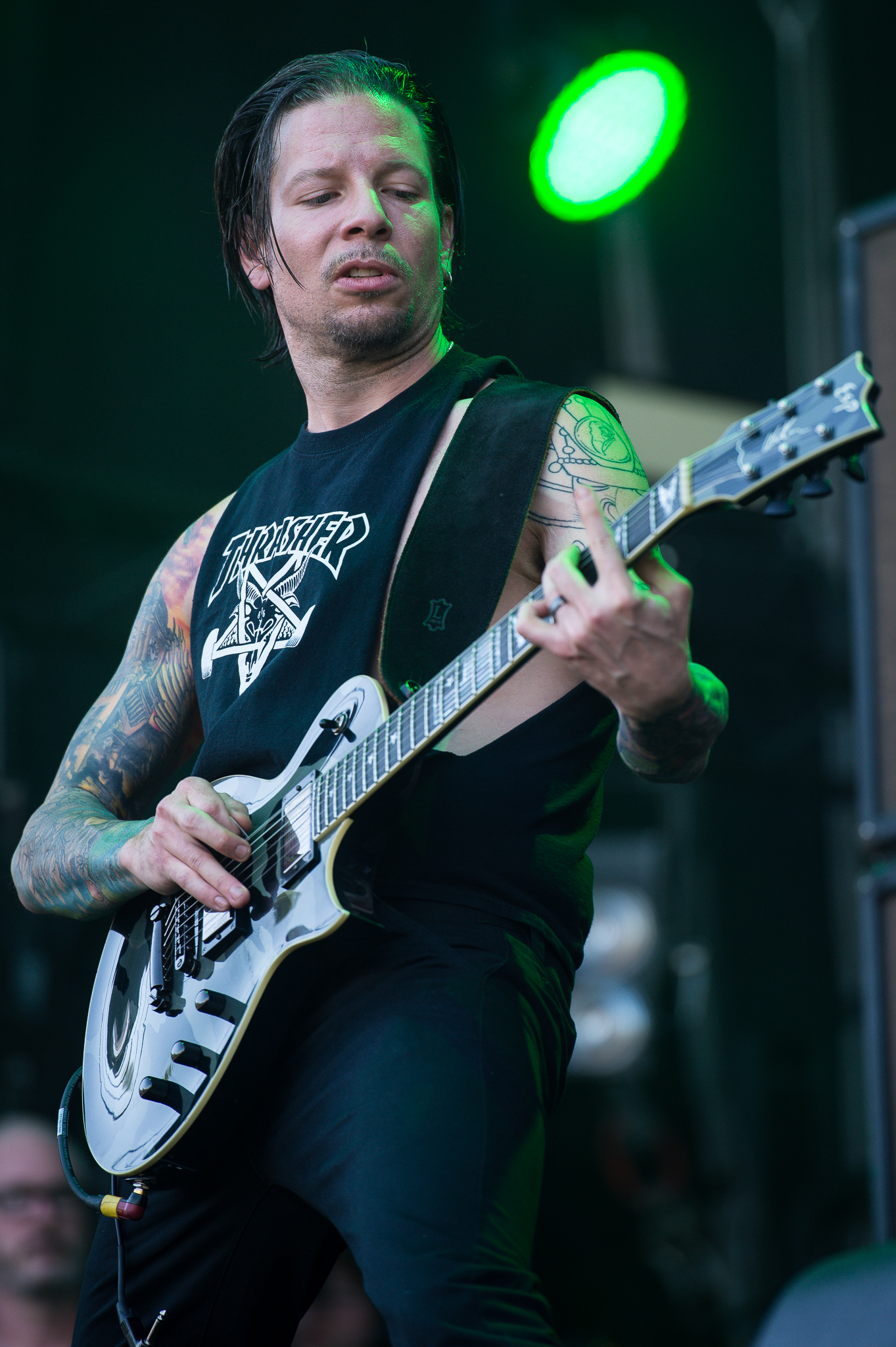
Willie Adler
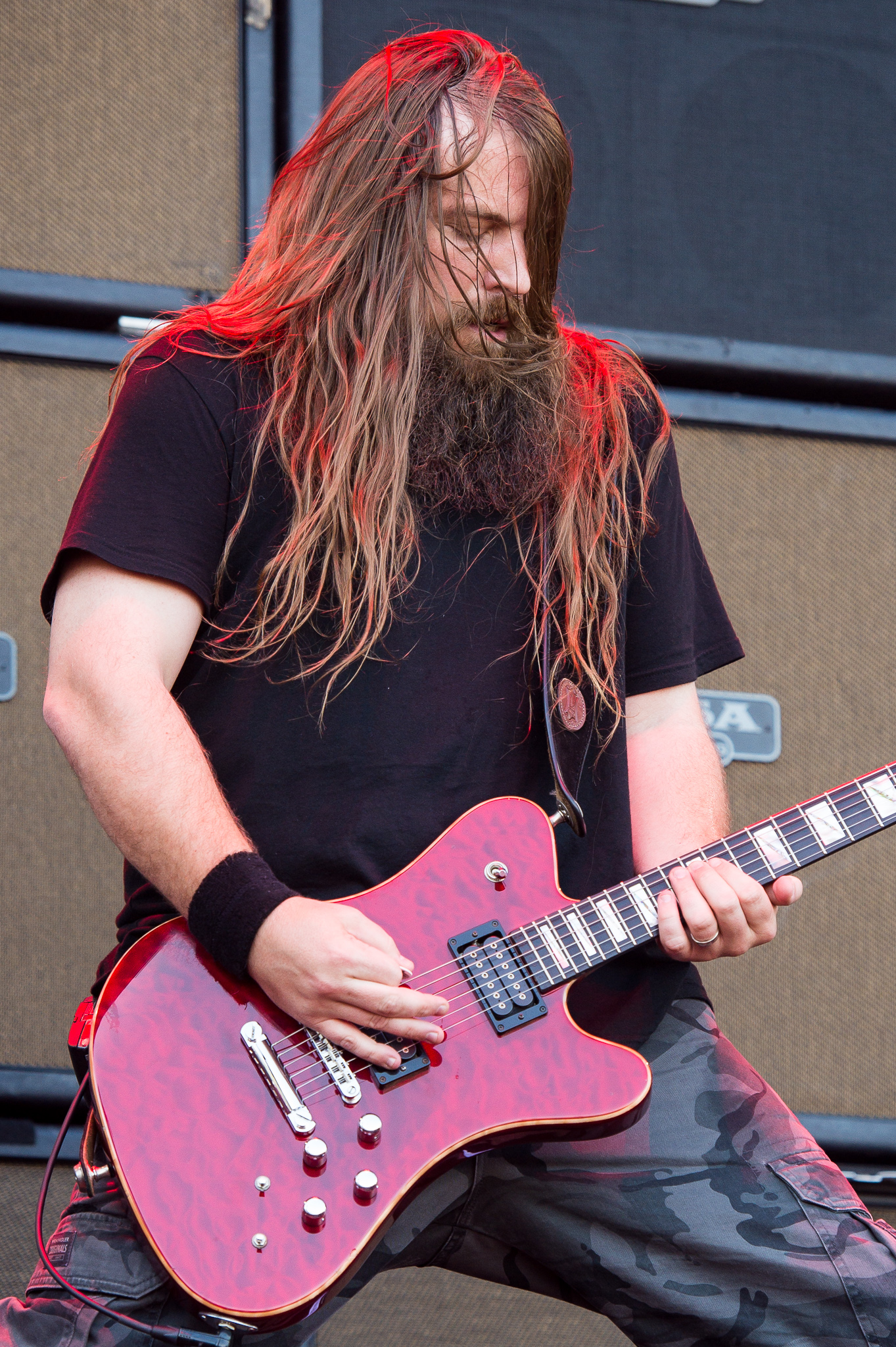
Mark Morton
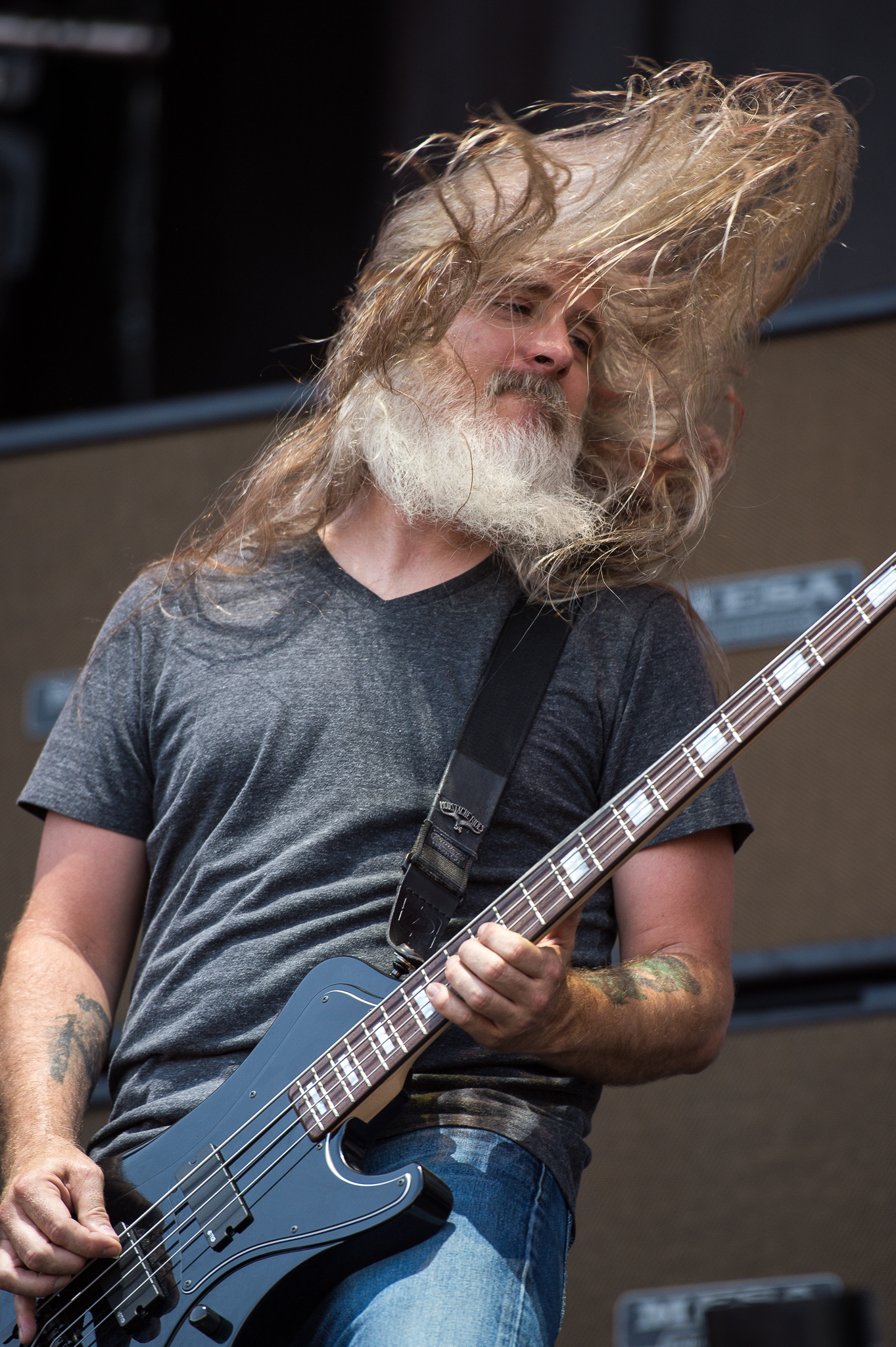
John Campbell

## Discografie

### Albums
| Album met eventuele hitnotering(en) in de Nederlandse Album Top 100 | Datum van verschijnen | Datum van binnenkomst | Hoogste positie | Aantal weken | Opmerkingen                             |  |
| ------------------------------------------------------------------- | --------------------- | --------------------- | --------------- | ------------ | --------------------------------------- |  |
| Burn the Priest                                                     | 13-04-1999            | -                     |                 |              | Uitgebracht door Burn the Priest (band) |  |
| New American gospel                                                 | 26-09-2000            | -                     |                 |              |                                         |  |
| As the palaces burn                                                 | 06-05-2003            | -                     |                 |              |                                         |  |
| Ashes of the wake                                                   | 31-08-2004            | -                     |                 |              |                                         |  |
| Killadelphia                                                        | 13-12-2005            | -                     |                 |              | Livealbum                               |  |
| Sacrament                                                           | 22-08-2006            | -                     |                 |              |                                         |  |
| Wrath                                                               | 20-02-2009            | 28-02-2009            | 52              | 2            |                                         |  |
| Hourglass                                                           | 01-06-2010            | -                     |                 |              | Verzamelalbum                           |  |
| Resolution                                                          | 20-01-2012            | 28-01-2012            | 36              | 2            |                                         |  |
| VII: Sturm und Drang                                                | 24-07-2015            | -                     |                 |              |                                         |  |
| Lamb of God                                                         | 19-06-2020            | -                     | -               |              |                                         |  |
| Omens                                                               | 7-10-2022             | -                     | -               |              |                                         |  |

| Album met hitnotering(en) in de Vlaamse Ultratop 200 albums | Datum van verschijnen | Datum van binnenkomst | Hoogste positie | Aantal weken | Opmerkingen |
| ----------------------------------------------------------- | --------------------- | --------------------- | --------------- | ------------ | ----------- |
| Wrath                                                       | 2009                  | 07-03-2009            | 80              | 1            |             |
| Resolution                                                  | 2012                  | 28-01-2012            | 61              | 3            |             |